# Trom
Trom er en færøsk tv-dramaserie, skabt af Torfinnur Jákupsson, produceret af REinvent Studios, Arte, ZDF, True North og Nordic Entertainment Group, og baseret på Hannis Martinsson-romanerne af den færøske forfatter og litteraturkritiker Jógvan Isaksen. Serien blev første gang sendt på Kringvarp Føroya 17. februar 2022, DR 2. april 2023 og er tilgængelig i de nordiske lande gennem Viaplay.
Serien følger journalisten Hannis Martinsson (Ulrich Thomsen), mens han efterforsker mordet på sin datter.

## Besætning
- Ulrich Thomsen: Hannis Martinsson
- Maria Rich: vicekriminalkommissær Karla Mohr
- Olaf Johannessen: Ragnar í Rong
- Sissal Drews Hjaltalin: Jenny Mikkelsen